# Кадетская Роща (ручей)
Кадетская Роща (укр. Кадетський Гай) — ручей в Киеве, в местности Первомайский массив, правый приток Лыбеди.

## Описание
Протяжённость ручья — около 1,2 км.
Начинается на Первомайском массиве, вблизи пересечения современных улиц Ереванской, Питерской и Искровской. Течёт в ложбине вдоль улицы Ереванской, в районе середины улицы Курской резко поворачивает на север, протекает под сквером между улицами Козицкого и Курской и впадает в Лыбедь на территории вагонного депо «Киев-Пассажирский».
Полностью взят в коллектор во время строительства Первомайского массива в середине 1950-х годов. Отдельные участки ручья вначале перекладывали в бетонные берега. В течение времени их накрыли бетонными плитами, а сверху построили гаражи. Диггеры, которые часто посещают ручей, назвали этот коллектор «Железнодорожным», из-за проходящих над ним поездов.